# 加爾根貝格山
48°38′59″N 16°10′19″E / 48.64972°N 16.17194°E

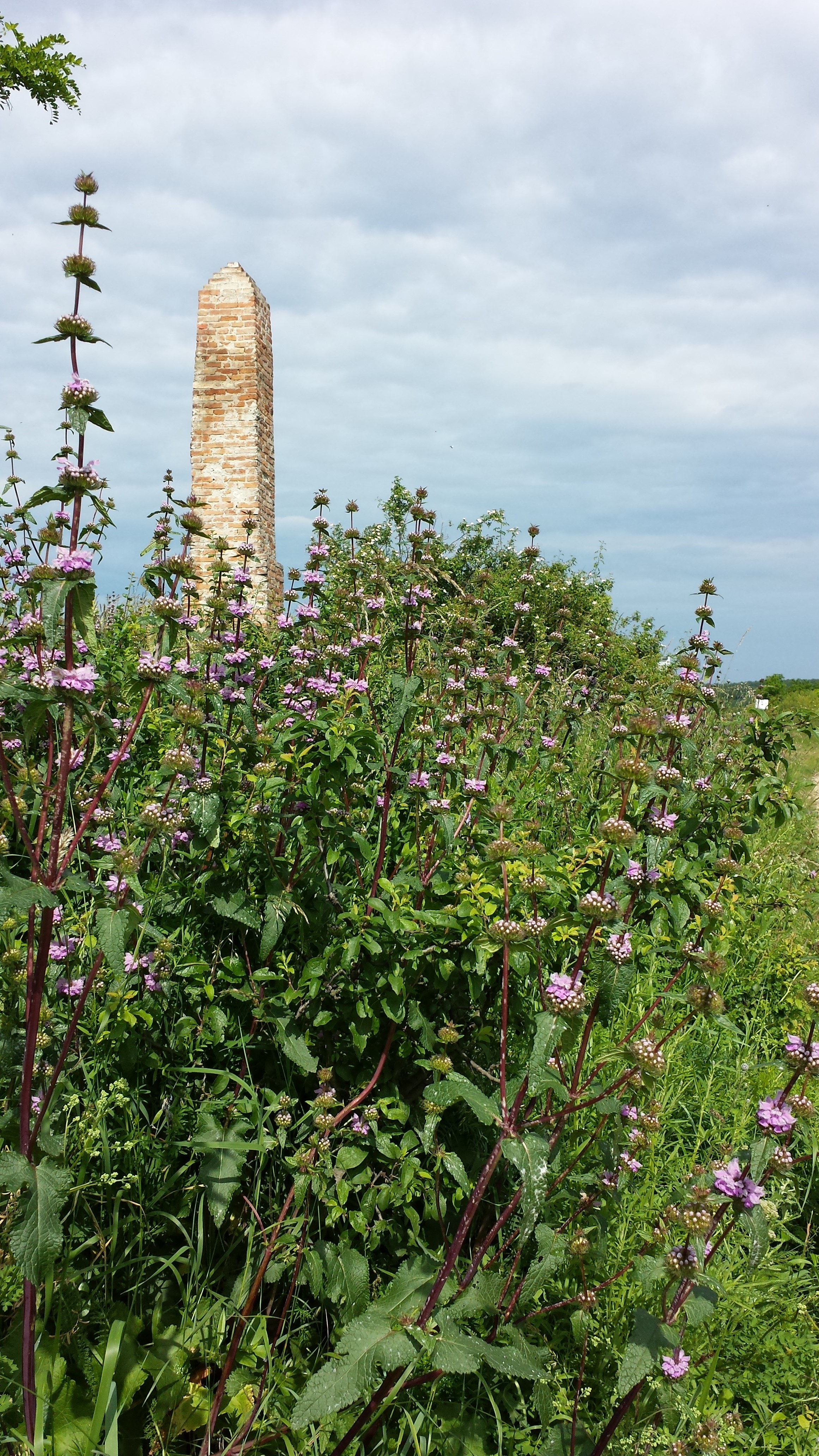

加爾根貝格山（德語：Galgenberg），是奧地利的山峰，位於該國東北部，由下奧地利州負責管轄，處於霍拉布倫縣，海拔高度346米，每年平均降雨量824毫米。